# Linus (revista)

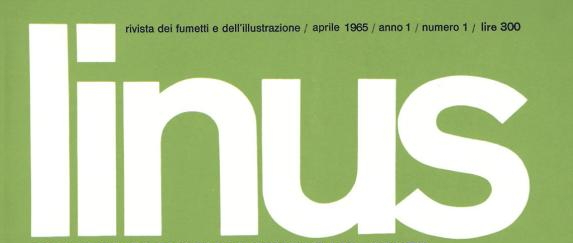
Logotipo en el primer número de la revista (abril de 1965).

Linus es una revista de cómic italiana. Actualmente la publica Baldini & Castoldi de forma mensual.

## Trayectoria
El primer número de Linus apareció en abril de 1965 editado por Milano Libri, una subsidaria de Rizzoli. Su director era Giovanni Gandini. 
Desde 1972, con la dirección del sucesor de Gandini, el intelectual, periodista y escritor Oreste del Buono, Linus llegó a ser una de las revistas más celebradas de Italia.

## Contenido
Linus fue el lugar donde una gran cantidad de importantes cómic italianos vieron la luz por primera vez, incluyendo Neutron/Valentina de Guido Crepax y Girighiz de Enzo Lunari. También se publicaban regularmente tiras satíricas de destacados autores italianos como Altan, Alfredo Chiappori, Sergio Staino, Ellekappa, Angese, Vauro, Bruno D'Alfonso y extranjeros como Jules Feiffer. Más espacio aún ocupaban series extranjeras como Peanuts, Popeye, Li'l Abner, Bristow, Dick Tracy, etc. 
Series de cómics de acción como Dick Tracy o Jeff Hawke se publicaban inicialmente como números separados. Posteriormente pasaron al mensual Alterlinus (luego Alter Alter o simplemente Alter, 1974), donde se recogieron los cómics de orientación más adulta, incluyendo las innovadoras obras de los franceses Moebius, Enki Bilal o Philippe Druillet y de los italianos Sergio Toppi, Andrea Pazienza y Lorenzo Mattotti. La aventura más pura se reservó para Corto Maltese, creada en 1983, en honor del famoso personaje de Hugo Pratt.
Desde sus inicios, la sección de cómic se acompañó de una extensa sección dedicada a asuntos de sociedad, política, mass media, literatura y cultura en general. El primer número, por ejemplo, contenía una entrevista realizada por Umberto Eco al novelista Elio Vittorini.
| Números | Fecha   | Título         | Autoría          | Tipo                      | Procedencia |
| ------- | ------- | -------------- | ---------------- | ------------------------- | ----------- |
| 54      | 1969    | Mumin          | Tove Jansson     |                           |             |
| 55      | 10/1969 | Lady Ligeia    | Dino Battaglia   | Historieta autoconclusiva | Nueva       |
| 61-     | 1970    | Mr. Natural    | Robert Crumb     |                           |             |
|         | 1975    | Hom            | Carlos Giménez   |                           |             |
| 140     | 1976    | Fango          | Filippo Scozzari |                           |             |
| 147     | 1977    | Los frustrados | Claire Bretecher |                           |             |